# Устьян, Акоп Арутюнович
Акоп Арутюнович Устьян (1881 год, село Аракич, Сухумский округ, Кутаисская губерния, Российская империя — дата смерти неизвестна) — звеньевой колхоза имени Шаумяна Очемчирского района Абхазской АССР, Грузинская ССР. Герой Социалистического Труда (1949).

## Биография
Родился в 1881 году в крестьянской семье в селе Аракич Сухумского округа Кутаисской губернии.
Был активным участником движения коллективизации; одним из первых вступил в местный колхоз имени Шаумяна Очемчирского района. Трудился звеньевым полеводческого звена.
В 1947 году звено Акопа Устьяна собрало в среднем с каждого гектара по 72,3 центнера кукурузы на участке площадью 3 гектара. Указом Президиума Верховного Совета СССР от 21 февраля 1948 года «за получение высоких урожаев кукурузы и пшеницы в 1947 году» удостоен звания Героя Социалистического Труда с вручением ордена Ленина и золотой медали «Серп и Молот».
Проживал в родном селе Аракич.
Дата смерти не установлена.